# Fermín Lasuén
Fermín de Francisco Lasuén de Arasqueta, né le 7 juin 1736 à Vitoria (Espagne) et mort le 26 juin 1803 à la mission San Carlos Borromeo (États-Unis), est un missionnaire franciscain basque en Haute-Californie, deuxième président des missions franciscaines de la région et fondateur de neuf des vingt-et-une missions espagnoles de Californie.